# Prosperity (film 1932)
Prosperity è un film del 1932 prodotto e diretto da Sam Wood che non venne accreditato come regista. La sceneggiatura di Zelda Sears e Eve Greene era basata su un soggetto di Sylvia Thalberg e Frank Butler.
Il film segnò la fine del sodalizio sullo schermo delle due protagoniste, Marie Dressler e Polly Moran, il cui primo film insieme era stato nel 1927 la commedia The Callahans and the Murphys. Le due popolari attrici girarono in coppia nove pellicole.

## Trama
Nel 1925, Maggie Warren lascia la direzione della banca di cui è presidente, affidandola al figlio John che si sta per sposare con Helen, la figlia di Lizzie Praskins, sua vecchia amica e rivale in affari. Passano sei anni e la Depressione ha creato gravi problemi nella conduzione della banca. Helen e John, tuttavia, vivono ancora felicemente insieme ai loro due bambini.
 Un giorno, però, Lizzie - temendo il fallimento delle banche - ritira da quella di John tutto il suo denaro, provocando in questo modo l'allarme degli altri depositari che interpretano quell'atto come una mancanza di fiducia nell'istituto. Sebbene Lizzie, pentita, riapra di nuovo il proprio conto, una folle corsa a ritirare i depositi sta per mandare in fallimento la banca. John, preso dal panico, tenta di recuperare delle obbligazioni che aveva investito nella costruzione di un palazzo senza informarne la madre, ma Holland, il costruttore, si rifiuta di restituirgli il denaro. Maggie riesce a convincere alcuni dei clienti a rimanere, ma intanto deve vendere tutto quello che possiede per coprire i fondi perduti con le obbligazioni che John promette di rifondere nel giro di sei mesi.
 Lizzie, allora, invita tutta la famiglia ad andare a vivere da lei. Nonostante la contrarietà di John, Maggie è d'accordo anche se ben presto se ne pentirà, quando si accorge di essere diventata la domestica non pagata della padrona di casa.
John, dal canto suo, non sopporta l'autoritarismo della suocera e va via mentre sua moglie si rifiuta di seguirlo. Dopo un litigio con Lizzie, Maggie ospita il figlio nella stanza in affitto dove è andata a vivere. La donna, energica e volitiva, ha trovato un lavoro da Higgins, un negoziante, e adesso sprona John che invece è sempre più sicuro di non riuscire a recuperare il proprio investimento. Del resto, Holland insieme a Knapp, il suo socio, progetta di frodarlo, rallentando i lavori del palazzo.
Maggie convince gli abitanti a passare al baratto e non solo: prende come operai tutti i disoccupati della città e, in questo modo, porta a buon fine la costruzione dell'edificio prima che scada il termine. Sta quasi per riaprire la banca quando scopre che Holland è scappato con i soldi e che John, per salvarle la banca, ha falsificato i documenti con la data dei lavori. Dopo aver litigato con il figlio che lascia la città, Maggie conclude che per salvare la situazione non le resta che il suicidio, così John potrà pagare i debiti con i soldi della sua assicurazione sulla vita.
John, ritrovati Holland e Knapp, dopo uno scontro violento con i due truffatori, recupera le obbligazioni. Cerca di chiamare la madre per darle la buona notizia, ma Maggie è sul punto di spararsi. Viene salvata dall'intervento di Lizzie ma quando l'amica se ne va, Maggie prende quello che crede essere veleno per le formiche. In realtà, si tratta di un elisir che Lizzie aveva nascosto nella bottiglietta del veleno per non farselo bere dagli altri. La situazione si risolve con l'arrivo di John: adesso le finanze della famiglia sono di nuovo floride e già si pensa a una grande casa nuova con sedici stanza e un bagno di marmo per tutti.

## Produzione
Il film fu prodotto da Sam Wood (con la dizione A Sam Wood Production) per la Metro-Goldwyn-Mayer. Secondo Film Daily e Hollywood Reporter, quando si iniziò, nel marzo 1932, la produzione della pellicola, il regista era Leo McCarey. Nell'ottobre 1932, Hollywood Reporter riportava che la MGM - alla quale non era piaciuta parte delle riprese fatte "qualche tempo prima", aveva fatto girare delle nuove scene aggiuntive per poi decidere di rifare l'intero film, questa volta con Sam Wood dietro alla macchina da presa.
Per il sonoro, venne usato il sistema monofonico Western Electric Sound System.

## Distribuzione
Il copyright del film, richiesto dalla Metro-Goldwyn-Mayer Distributing Corp., fu registrato il 14 novembre 1932 con il numero LP3414.
Distribuito dalla MGM, uscì nelle sale statunitensi il 18 novembre 1932. In Francia, uscì il 29 settembre 1933 con il titolo tradotto letteralmente in Prospérité, come del resto si fece in Brasile, dove fu distribuito come Prosperidade.
Una pubblicità apparsa su Film Daily subito dopo le elezioni presidenziali, svoltesi l'8 novembre 1932 e vinte da Franklyn Delano Roosevelt che con il suo programma chiamato New Deal si proponeva di combattere gli effetti della grande depressione, includeva lo slogan Give America Prosperity Mr. Roosevelt, Hooray for our new president!.